# 건국초등학교
건국초등학교는 대한민국 광주광역시 북구에 있는 공립 초등학교이다.

## 학교 연혁
- 2014. 09. 01 1대 정성재 교장 부임
- 2014. 10. 01 20학급 개교
- 2016. 09. 01 2대 장영신 교장 부임